# Game over

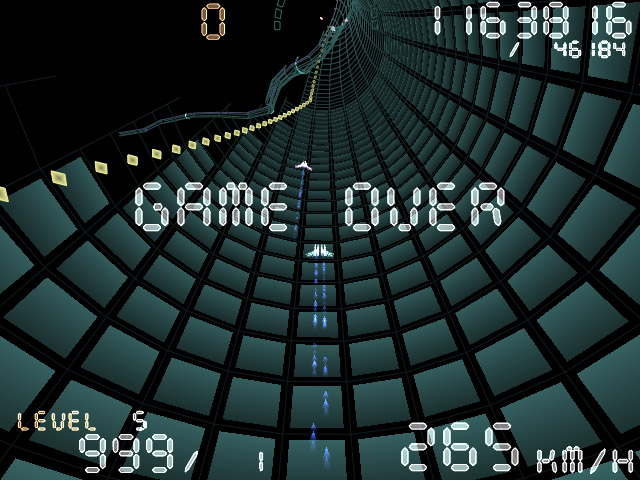
Racingspelet Torus Trooper. Texten "game over" indikerar att spelomgången är över.

Game over (engelska: "spelet över/slut") är en spelterm inom exempelvis datorspel och arkadspel som innebär att spelet är slut och att spelaren måste börja om ifall den vill spela mer. Är det ett betalspel innebär game over även att spelaren behöver erlägga ny avgift.
I engelskan används game over allmänt för att beskriva att något har kommit till ett slut, är misslyckat eller utdömt, i synnerhet en verksamhet eller långvarig handling.

## Historia
Termen användes först i arkadspel, men är allmänt förknippad med datorspel.
Termen användes ursprungligen i slutet av spel, oavsett om spelaren vunnit eller inte. På vissa arkadmaskiner visas texten i spelets demo. Vissa äldre datorspel, som "Space Invaders" från 1978, visade texten på spelskärmen, medan nyare spel ofta har egen bakgrund för texten.
I slutet av 1980-talet och början av 1990-talet var termen som vanligast, och vid denna tid användes termen oftast då man antingen "dött" (förlorat alla "liv" i spelet) eller på annat vis misslyckats med ett uppdrag eller annat spel. I sådana fall fick man antingen börja om hela spelet, nivån eller från förra positionen man sparade spelet på, beroende på spelets fortsättningsfunktion.